# Berg (Radevormwald)
Berg ist ein Ort und Stadtteil von Radevormwald im Oberbergischen Kreis im Regierungsbezirk Köln in Nordrhein-Westfalen (Deutschland).

## Lage
Berg ist über eine Stichstraße über die Ortschaft Heide zu erreichen und liegt in unmittelbarer Nachbarschaft zur Wuppertalsperre. Die benachbarten Orte sind Kräwinkel mit seinem Ferienpark, Heidersteg und Heide. Am südwestlichen Ortsende entspringt der Berger Bach in einem Quellteich und fließt durch einen zweiten Teich ab in den Heider Siepen und damit letztendlich in die Wuppertalsperre. Auf der Nordseite des Ortes entspringt der Berger Siepen auch in einem Quellteich, der ebenfalls in den  Heider Siepen mündet.

## Geschichte
1454  wurde der Ort das erste Mal urkundlich erwähnt und zwar „Der Priester Johannes van der Schuren stiftet sein Erbgut up dem Berge für die Katharinen-Vikarie der Kirche in Radevormwald.“
Die Schreibweise der Erstnennung war up dem Berge.

## Vereine und Einrichtungen
- Die bekannteste und größte Partyveranstaltung von Radevormwald „Der Berg ruft!“ begründet seinen Namen nach dieser Ortschaft.

## Wander- und Radwege
Folgende Wanderwege führen durch den Ort:
- Die SGV-Hauptwanderstrecke X7 (Residenzenweg) von Arnsberg nach Düsseldorf-Gerresheim
- Der Bezirkswanderweg ◇6 (Wupperweg) des SGV-Bezirks Bergisches Land
- Der Bezirkswanderweg ◇8 (Radevormwald−Köln-Höhenhaus) des SGV-Bezirks Bergisches Land
- Die Straße der Arbeit des SGV-Bezirks Bergisches Land
- Der Wald-Wasser-Wolle-Wander-Weg

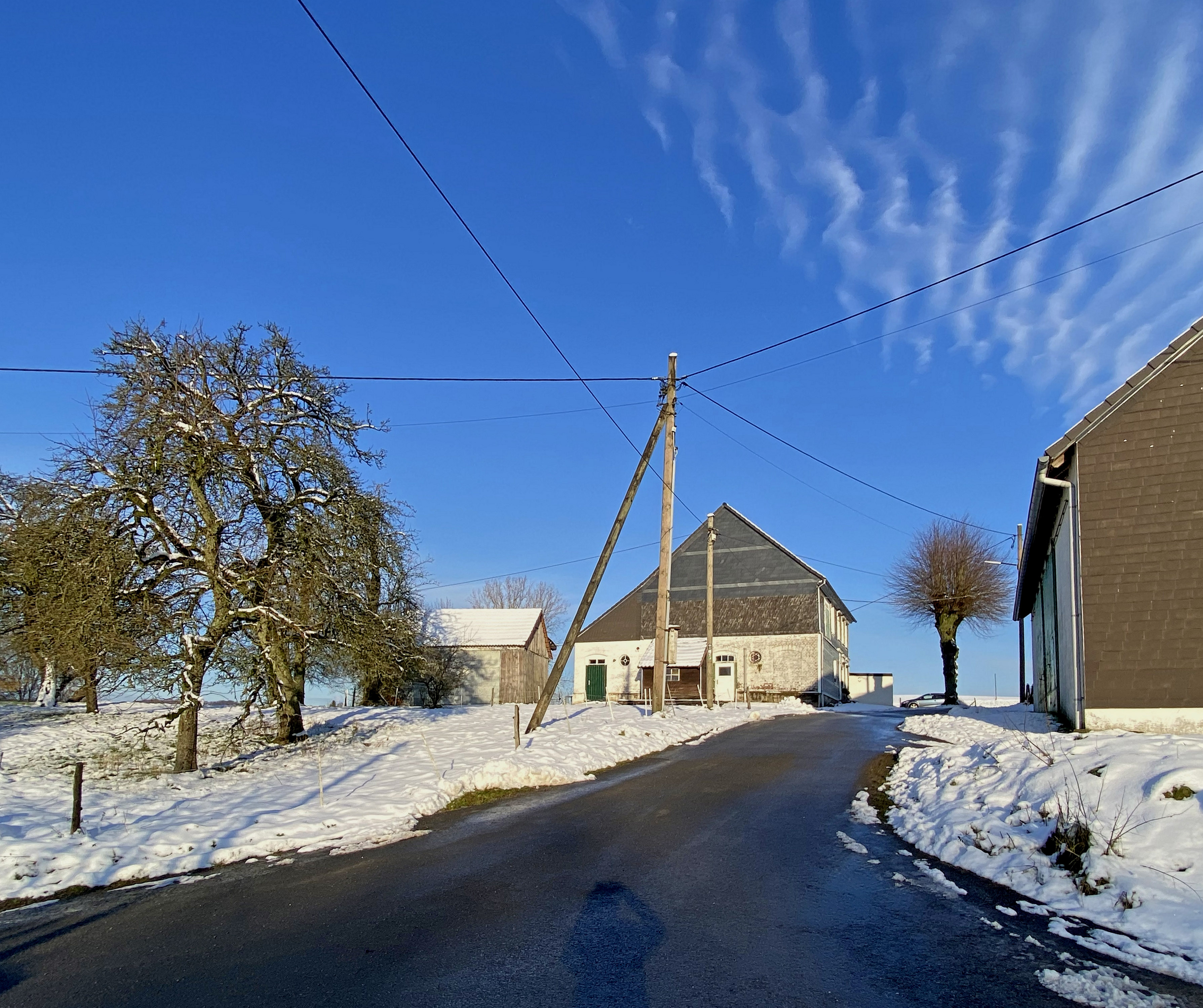
Haus Berg 1 mit alten Obstbäumen
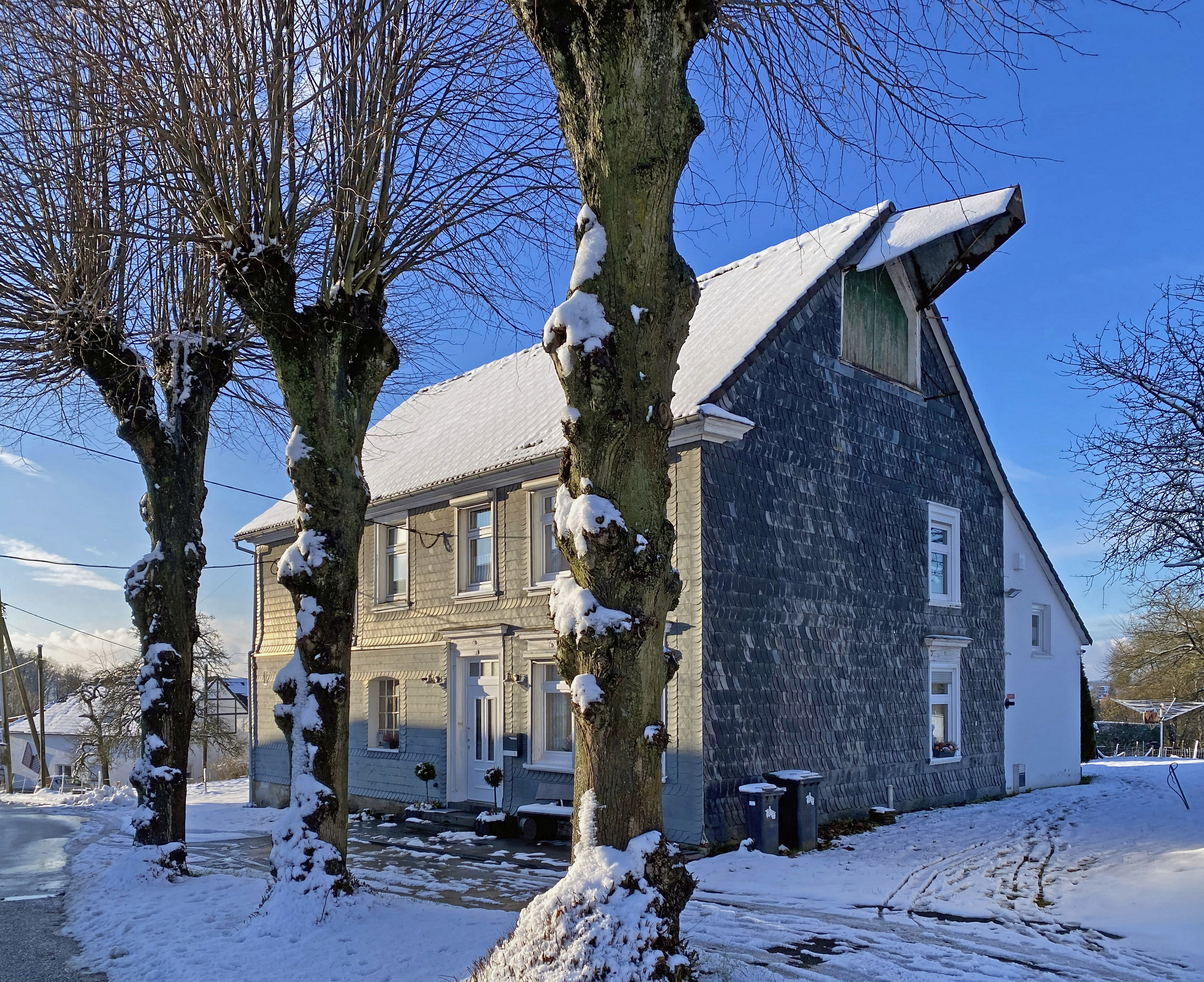
Haus Berg 1 mit großer Ladeluke und 3 alten Hausbäumen
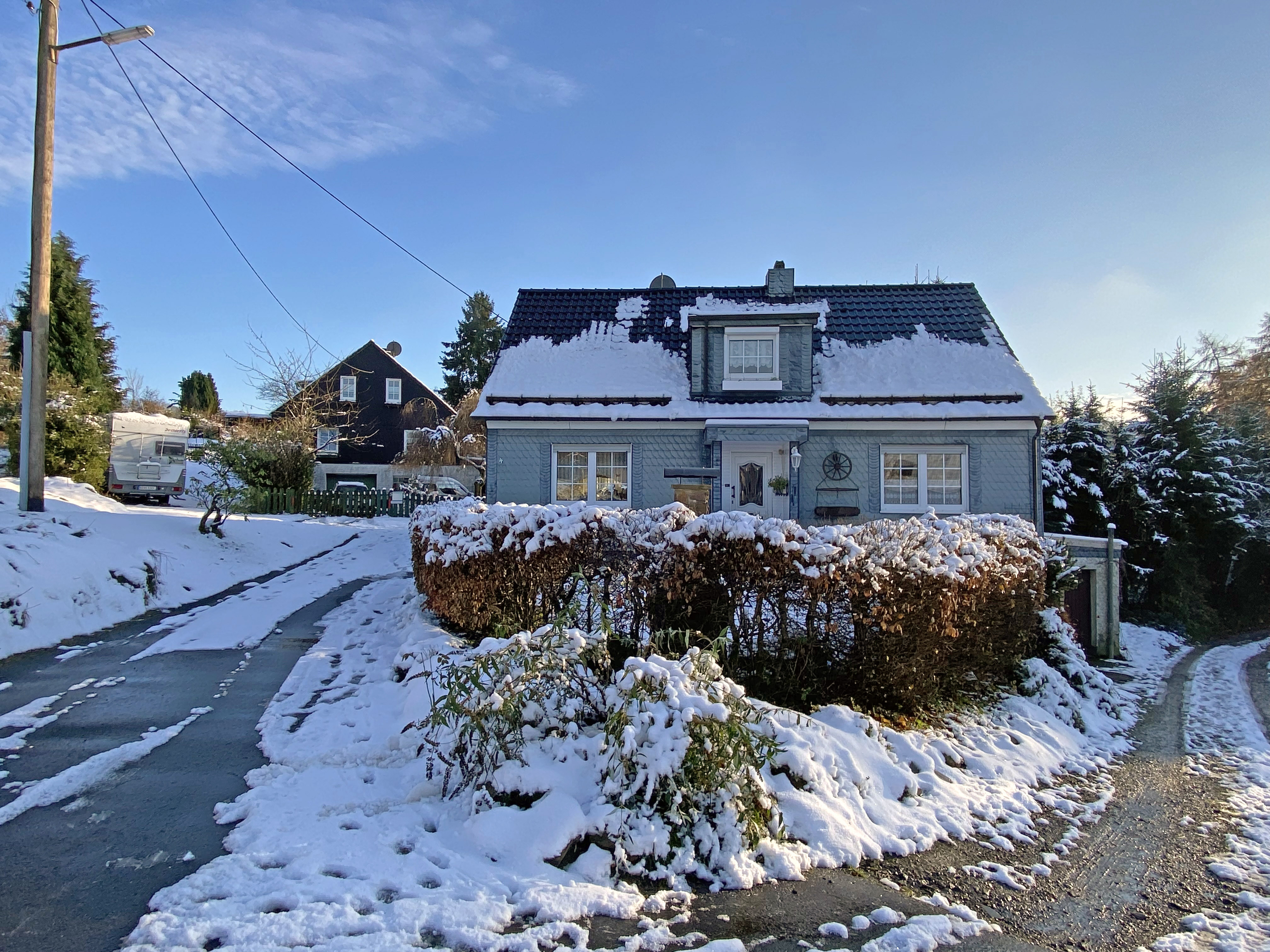
Haus 4 und 5 in Berg
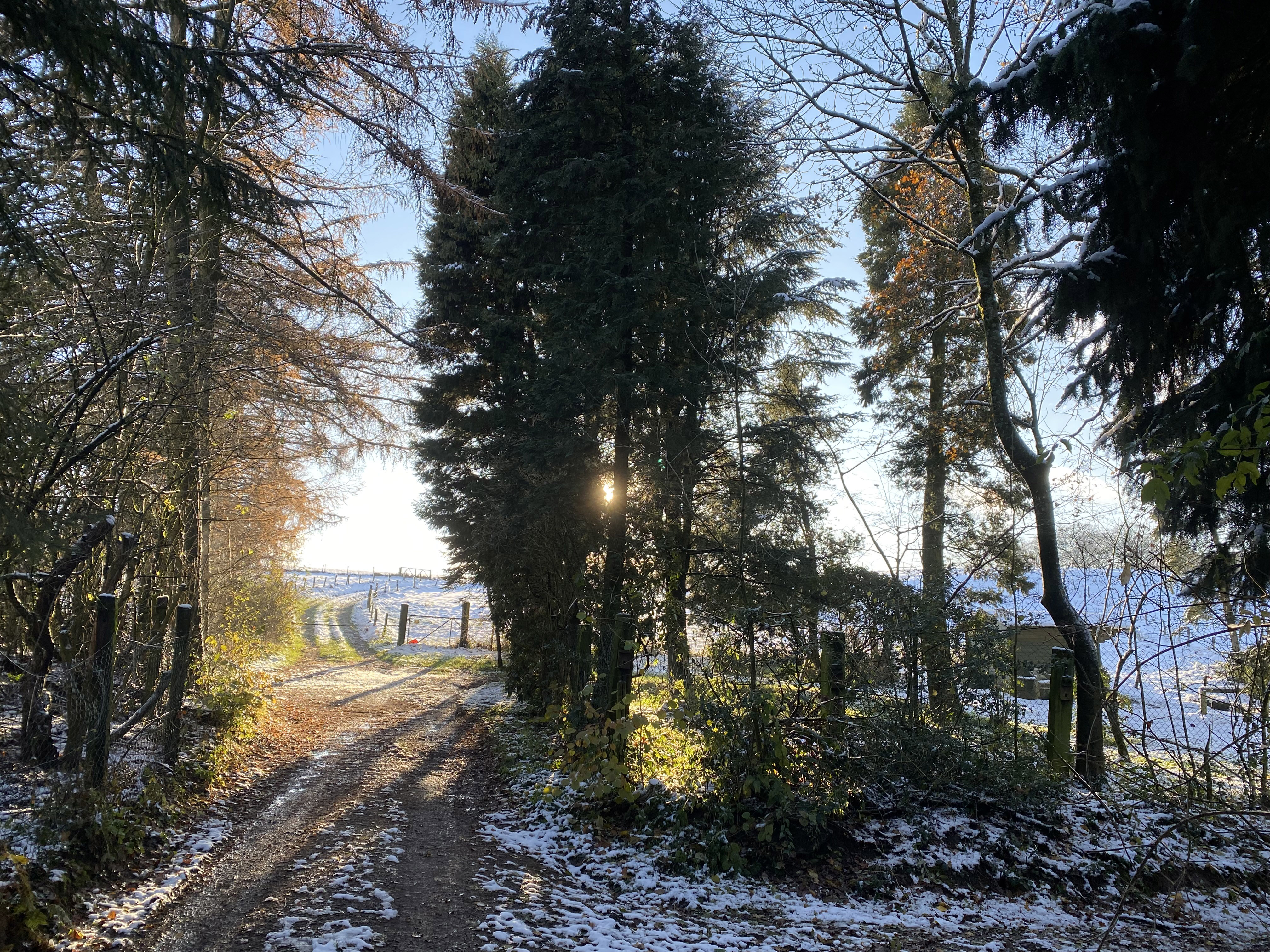
Wanderweg führt an der Quellmulde des Berger Baches vorbei
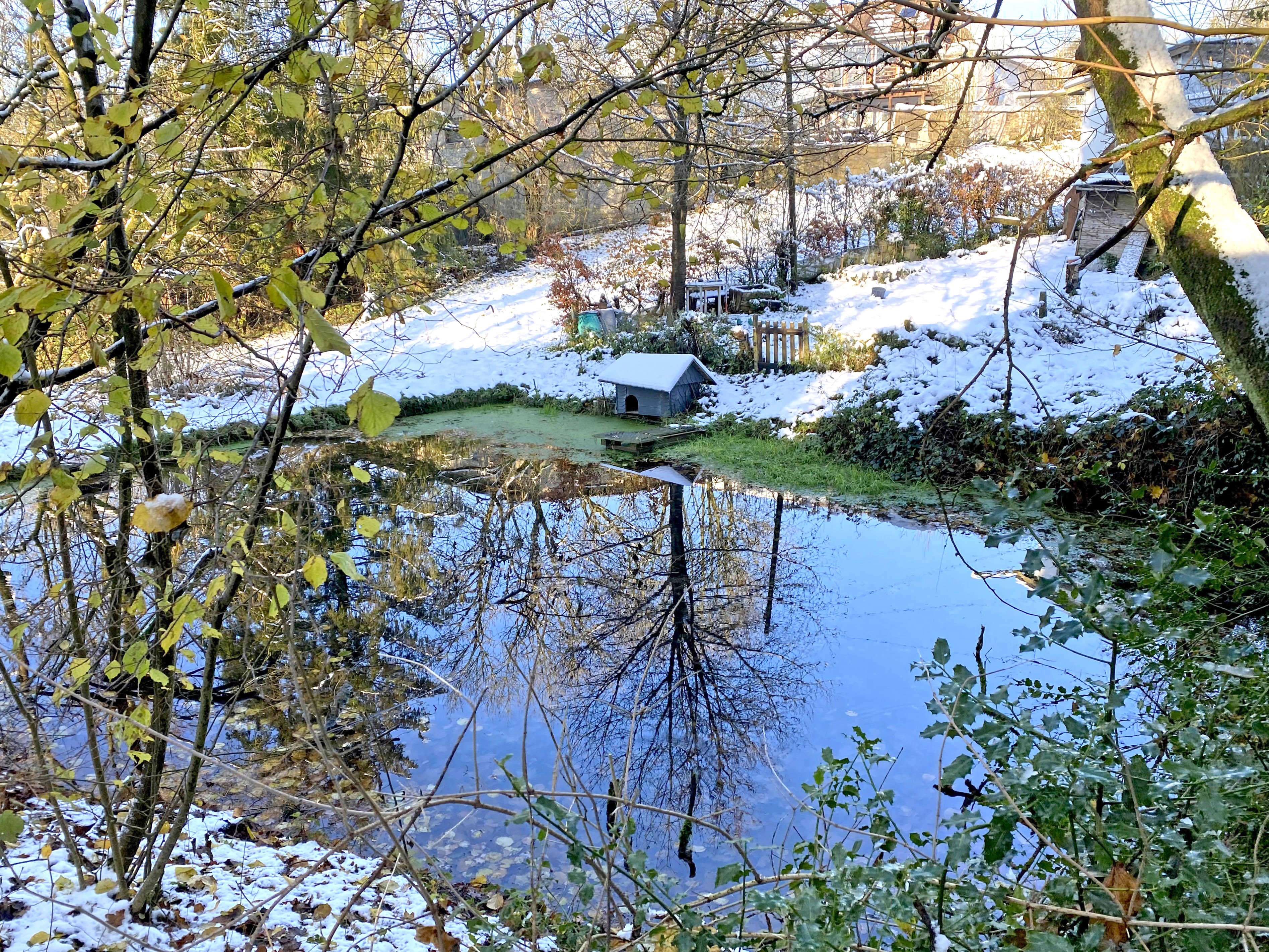
Quellteich des Berger Baches
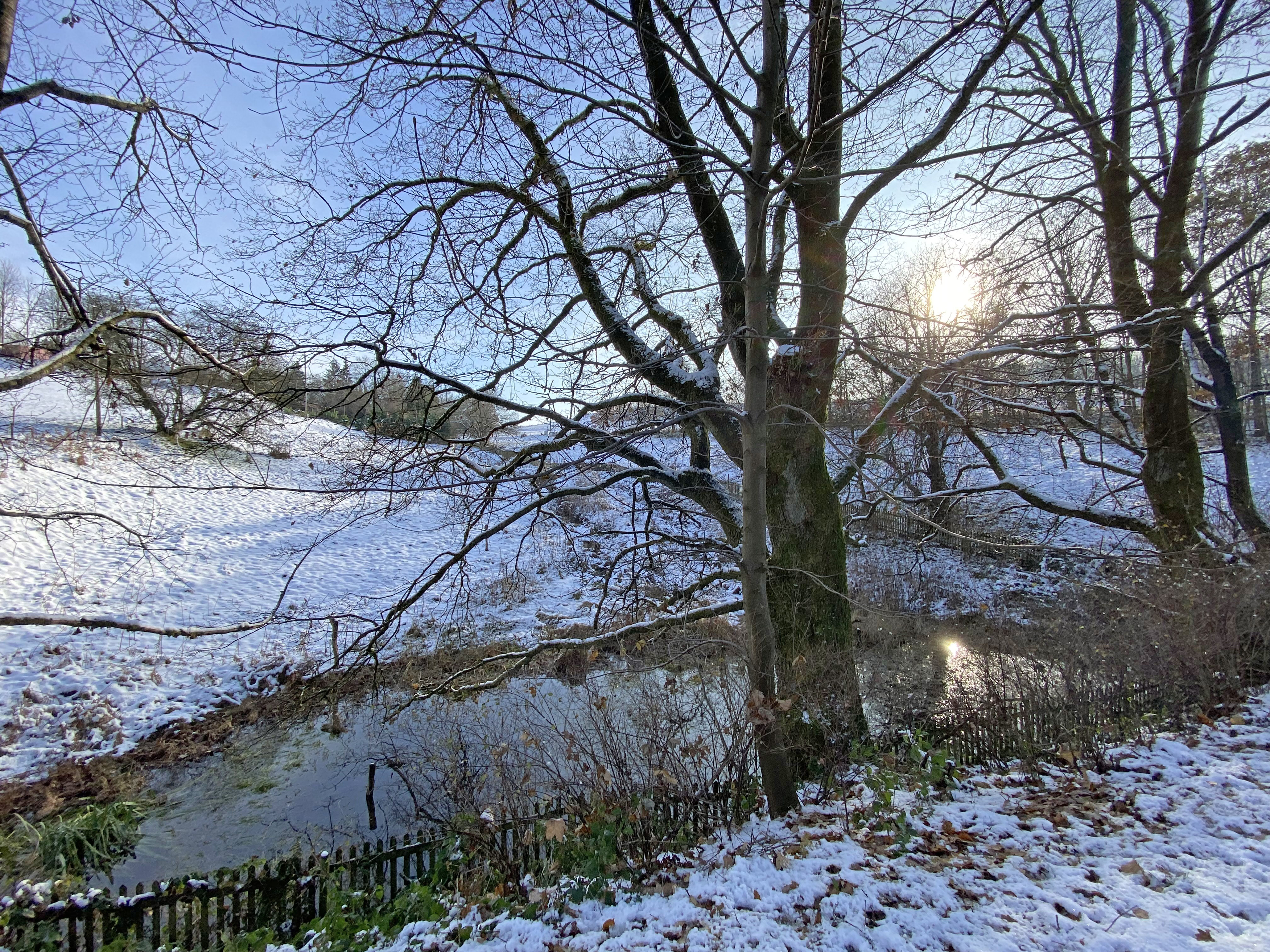
Berger Bach nordwestlich Berg
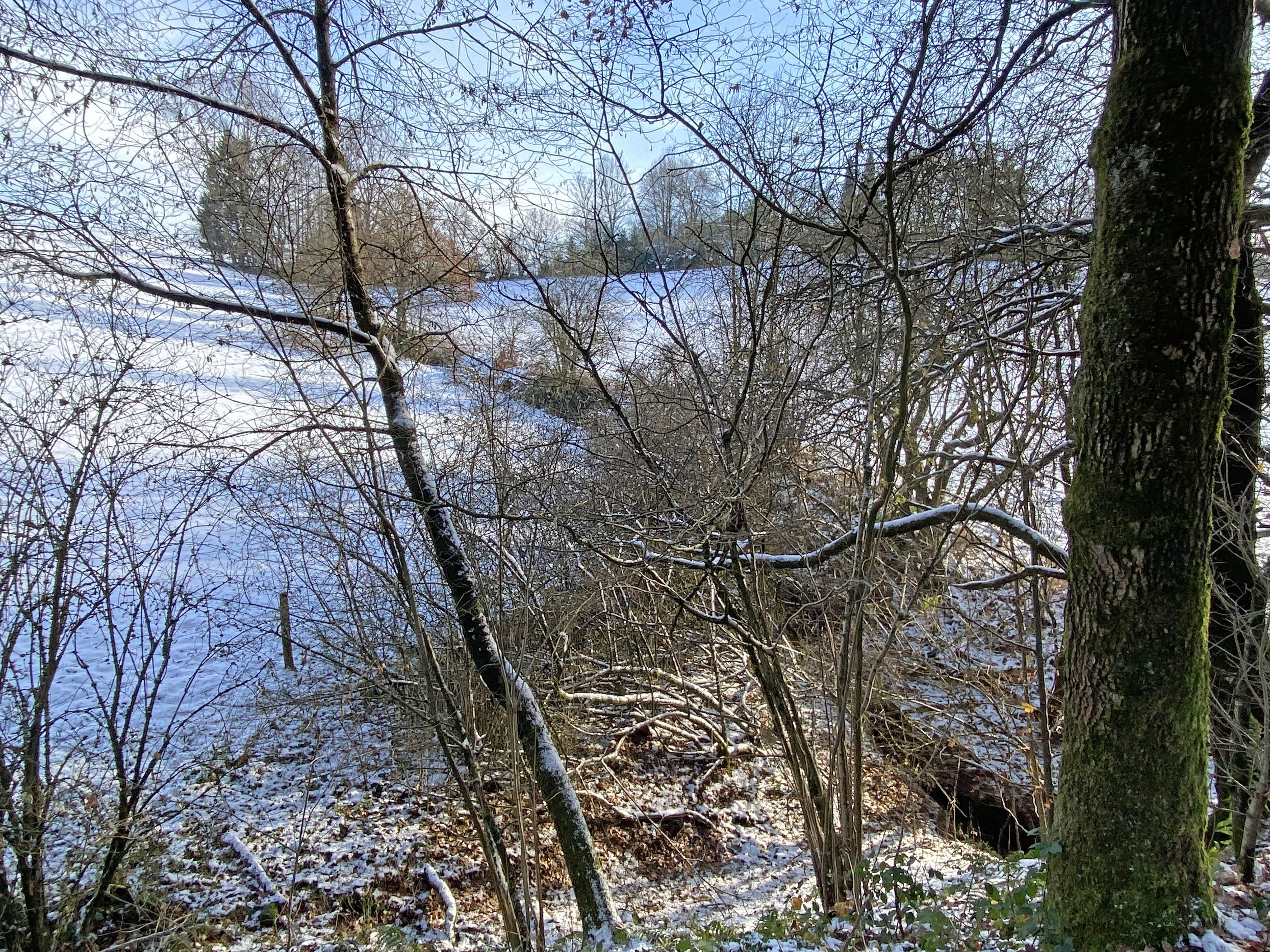
Berger Siepen nordwestlich Berg